# Referendum in Bangladesh del 1985
Il referendum in Bangladesh del 1985 si svolse il 21 marzo 1985 per confermare il governo militare  di Hossain Mohammad Ershad, capo di stato maggiore dell'esercito bengalese che aveva preso il potere nel 1982.
I risultati registrarono il 94,5% di voti favorevoli, con un'affluenza del 72,2%. L'opposizione, che aveva organizzato uno sciopero generale il giorno del referendum, affermò che vi erano stati brogli elettorali.

## Contesto
Nel 1982 un colpo di stato guidato dal capo dell'esercito Hossain Mohammad Ershad rovesciò il presidente democraticamente eletto Abdus Sattar, sospese la Costituzione e impose la legge marziale. Il Parlamento venne sciolto e tutti i partiti politici furono banditi. Ershad nominò il giudice AFM Ahsanuddin Chowdhury quale presidente il 27 marzo 1982, carica che mantenne fino al dicembre 1983, quando Ershad assunse lui stesso la presidenza. Nel 1983 Ershad promise di tenere le elezioni presidenziali nel maggio 1984 e di ripristinare il governo parlamentare l'anno successivo. Tuttavia, nessuna elezione si svolse entro il termine stabilito.
A seguito della crescente opposizione pubblica, Ershad decise di legittimare il suo regime militare tenendo un referendum nel marzo 1985. L'opposizione organizzò uno sciopero generale il giorno del referendum.

## Risultati
Il risultato ufficiale del referendum è stato a stragrande maggioranza a favore del suo regime, che ha visto votare a favore il 94,5%, con un'affluenza del 72,2%. Tuttavia, ci sono state accuse di brogli elettorali su larga scala, e una relazione del 2000 dell'Istituto bengalese di studi parlamentari riportò che "molti osservatori locali e stranieri hanno trovato la cifra gonfiata e hanno affermato che l'affluenza alle urne non era superiore a 15-20%".
| Scelta                                  | voti       | %    |
| --------------------------------------- | ---------- | ---- |
| Sì                                      | 32.661.233 | 94,5 |
| No                                      | 1.911.281  | 5,5  |
| Schede bianche/nulle                    | 0          | –    |
| Totale                                  | 34.572.514 | 100  |
| Elettori registrati/affluenza alle urne | 47.910.964 | 72.2 |
| Fonte: Nohlen et al.                    |            |      |

## Conseguenze
Il 7 maggio 1986 si svolsero le elezioni parlamentari, che videro la vittoria del neonato Partito Nazionale di Ershad. Tuttavia il risultato fu controverso, con un gruppo di osservatori britannici che definì le elezioni come una "tragedia per la democrazia" e un "esercizio cinicamente frustrato". Successivamente, il 15 ottobre 1986 si tennero le elezioni presidenziali, che furono boicottate da tutti i principali candidati del partito di opposizione, consentendo a Ershad una vittoria schiacciante tra segnalazioni di irregolarità elettorali.
Nel novembre 1986, il Parlamento approvò un emendamento costituzionale per proteggere Ershad e il suo regime da procedimenti giudiziari per le azioni intraprese durante gli anni del governo militare. La legge marziale fu poi revocata l'11 novembre.
Nel luglio 1987, i partiti di opposizione si allearono in un'unione contraria alle politiche del governo. Ershad dichiarò lo stato di emergenza a novembre,  sciogliendo poi il Parlamento a dicembre e convocando le elezioni parlamentari nel marzo 1988. Tutti i principali partiti politici si rifiutarono di partecipare con conseguente vittoria del Partito Nazionale di Ershad.
Nel 1988 il Parlamento approvò il controverso ottavo emendamento alla Costituzione, che fece dell'Islam la religione di Stato, contravvenendo alla natura laica originaria della Costituzione bengalese.
Nel 1990 una rivolta di massa guidata dai futuri primi ministri Khaleda Zia e Sheikh Hasina portò Ershad a dimettersi dalla Presidenza, facendo tornare il Paese alla democrazia parlamentare, con la carica del Presidente che divenne in gran parte cerimoniale.